# Arenal. Revista de historia de las mujeres
Arenal, Revista de Historia de las Mujeres fue creada en 1994 por un grupo de historiadoras de varias universidades españolas, el Equipo Arenal, y está editada por la Universidad de Granada. Es una revista de carácter académico-científico que contempla de forma específica la perspectiva de género y otras categorías propias de los estudios y la historia de las mujeres y del feminismo.
A lo largo de estos años Arenal se ha consolidado como una revista de investigación de Historia de las Mujeres, las relaciones sociales de género y los procesos de transformación social, sin olvidar el diálogo con otros ámbitos interdisciplinares afines.  Ha contribuido a visibilizar la historia de las mujeres con debates y temáticas específicas y a llevar a la “agenda” de la historiografía española “otros temas” para redefinirlos como problemas de toda la Historia. Sin olvidar la vocación universalista que caracteriza a los Estudios de las Mujeres, la Revista Arenal se centra con carácter preferente en el área europea, mediterránea y latinoamericana.

## Equipo editorial y asesor
Dirigida por las profesoras Cándida Martínez López (Universidad de Granada) y Mary Nash (Universidad de Barcelona), conforman su Consejo de Redacción historiadoras como Pilar Ballarín Domingo (Universidad de Granada), Mª Dolores Mirón. (Universidad de Granada), Mª José de la Pascua (Universidad de Cádiz), Mª Dolores Ramos. (Universidad de Málaga), Ana M.ª Aguado (Universidad de Valencia), Susana Tavera (Universidad de Barcelona), Mª Xosé Rodríguez Galdo (Universidad de Santiago de Compostela), Montserrat Cabré (Universidad de Cantabria), Gloria Nielfa (Universidad Complutense de Madrid), Rosa Capel (Universidad Complutense de Madrid), Ana Rodríguez (CSIC).
En su Consejo Asesor internacional figuran historiadoras como Dora Barrancos (Universidad de Buenos Aires), Ida Blom (Universidad de Bergen), Gisela Bock (Universidad de Bielefeld), Eva Cantarella (Universidad de Milán), Giuliana di Febo (Universidad de Roma), Temma Kaplan (Universidad de Nueva York), Karen Offen (Universidad de Stanford),  Michelle Perrot (Universidad de París), Mary Elizabeth Perry (Universidad de California), Mª Izilda Santos de Matos (Universidad Pontificia de Sao Paulo), entre otras.

## Temáticas
Los dossieres de los últimos años han tratado:  
Agencia y memoria de las mujeres , Volumen 22, n.º 2. julio - diciembre de 2015 
Mujeres y antifascismos en Argentina, Volumen 22, n.º 1, enero - junio de 2015
Hadas, princesas, brujas... Volumen 21, n.º 2, julio - diciembre de 2014
Mujeres y arquitectura, Volumen 21, n.º 1, enero - junio de 2014
La Querella de las Mujeres, Volumen 20, n.º 2, julio - diciembre de 2013
Arenal. 20 años de Historia de las Mujeres, Volumen 20, n.º 1, enero - junio de 2013
Justicia y género: la teoría de Nancy Fraser, Volumen 19, n.º 2, julio - diciembre de 2012
Mujeres a la izquierda: culturas políticas y acción colectiva. Volumen 19, n.º 1, enero - junio de 2012
Benefactoras y filántropas en las sociedades antiguas. Volumen 18, n.º 2, julio - diciembre de 2011
Identidades: Entre lo personal y lo colectivo. Volumen 18, n.º 1, enero - junio de 2011
Cien años sin permiso: las mujeres en la Universidad española. Volumen 17, n.º 2, julio - diciembre de 2010
Mujeres viajeras, peregrinas, aventureras, estudiosas y turistas. Volumen 17, n.º 1, enero - junio de 2010.
Representaciones de la sexualidad femenina y educación sexual, Volumen 16, n.º 2, julio – diciembre de 2009
Experiencias de género en la modernidad, Volumen 16, n.º 1, enero - junio de 2009
Entre la religión y la política. Volumen 15, n.º 2, julio - diciembre de 2008
Imágenes de mujeres de la Prehistoria, Volumen 15, n.º 1, enero - junio de 2008
Mujeres Bohemias, Volumen 14, n.º 2, julio - diciembre de 2007
Cuerpos, discursos e identidades, Volumen 14, n.º 1, enero - junio de 2007
María y las mujeres, Volumen 13, n.º 2, julio - diciembre de 2006
La familia en la Edad Moderna, Volumen 13, n.º 1, enero - junio de 2006
Biografías del Género, Volumen 12, n.º 2, julio - diciembre de 2005
Mujeres en el franquismo, Volumen 12, n.º 1, enero - junio de 2005
Mujeres fragmentadas, Volumen 11, n.º 2, julio - diciembre de 2004
Fuentes literarias para la Historia de las mujeres, Volumen 11, n.º 1, enero - junio de 2004